# Бородкія Ендереза
Бородкія Ендереза (Barbula enderesii) — вид мохів порядку потіальних (Pottiales).

## Поширення
Батьківщиною є Європа, Марокко.